# 熏豆腐

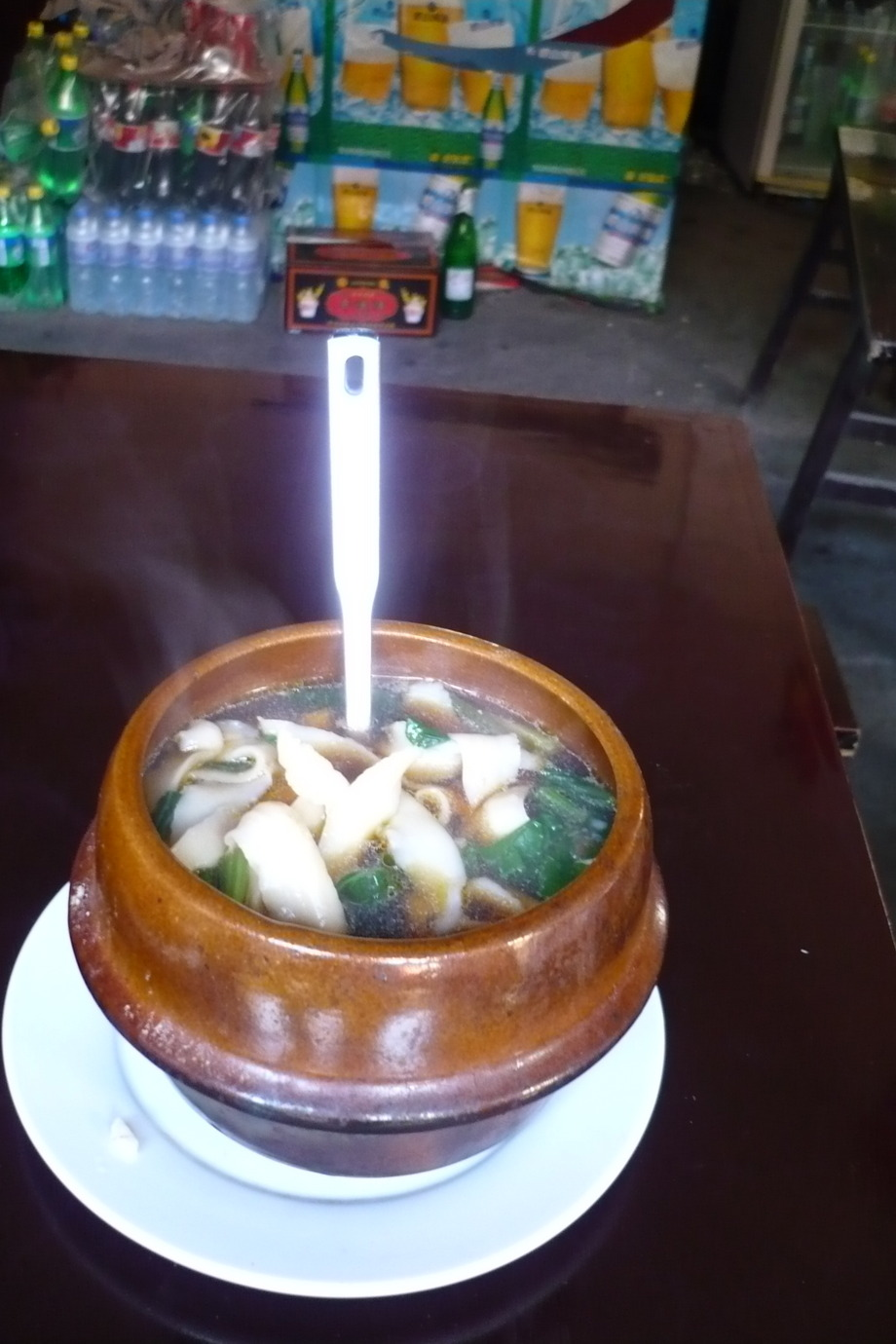
孔府熏豆腐

熏豆腐通常指曲阜产熏豆腐，又称孔府熏豆腐。孔府熏豆腐是地方传统小吃。顾名思义，这种豆腐是熏制而成的。

## 传说·历史
关于熏豆腐的由来，民间有一个传说：旧时孔府有许多佃户，其中有一个姓韩的豆腐户家住曲阜城东北书院村，他家祖祖辈辈给孔府送豆腐。至清代乾隆年间，韩家的兄弟俩每天各给孔府送一方豆腐。有一年三伏期间遇到连阴天，韩老二家做的豆腐没卖完，放着怕馊了，他就把豆腐切成许多小块，摆在秫秸帘子上晾着。谁知他家不慎失火，晾豆腐的帘子也被烧着了，由于天阴、帘子湿，豆腐块有的被烤煳，有的被熏成了棕黄色。韩老二舍不得将这些豆腐扔掉，便取了一些放在盐水里煮了煮，一吃味道还挺不错。于是，他便送了些这样的豆腐到孔府，让衍圣公品尝。衍圣公让厨师在炖豆腐时放了桂皮、花椒、辣椒粉等作料，待豆腐被炖煮好之后，一尝味道甚好。从此，韩老二就专门给孔府制作、呈送熏豆腐，熏豆腐遂成为孔府的一道美味佳肴。传说有一年乾隆皇帝来曲阜，孔府摆了个豆腐宴招待皇上，其中就有一道熏豆腐。皇上吃着十分可口，大加赞赏。
后来，熏豆腐的做法在民间逐渐流传开来，成为当地的一种独具特色的风味小吃。这种熏豆腐不仅曲阜本地人爱吃，而且到曲阜的外地人吃过之后也都爱上了它。据说，当年曲阜师范大学里有一位南方籍的教授，常步行几里路到集市上去吃熏豆腐，几十年乐此不疲。
　　

## 制作方法
先将白豆腐切成长宽五六厘米、厚１厘米左右的方块，放在铁箅子上，下面燃以松、柏、梨、枣、苹果木锯末或谷糠，待豆腐被锯末或谷糠油熏烤至棕黄色、泛起油亮光泽即成。这种熏制而成的豆腐表面呈棕黄色，表层结实，里面细白鲜嫩，吃起来带有浓郁的木香或谷糠香味.

## 食用方法
熏豆腐可凉拌、炖熏，也可切成薄片，稍加鲜辣椒炒制。另外，集市上设有许多熏豆腐锅，把熏豆腐与肉块放入铁锅内，加水没盖，在加整辣椒、茴香、花椒、桂皮等佐料炖煮，即成“五香油辣熏豆腐”。上市者多以熏豆腐为佳肴饮酒，佐餐。当然，最正宗的做法还是曲阜当地的“五香油辣熏豆腐锅”：把熏豆腐与肉块放入铁锅内，加水，再加入辣椒、茴香、花椒、桂皮等作料炖煮。这种熏豆腐锅一般要炖煮很长时间，以使肉及作料的香味皆浸入豆腐内部，再加上熏豆腐自身特有的烟熏味，吃起来风味十分独特。